# Gotra (djur)
Gotra är ett släkte av steklar. Gotra ingår i familjen brokparasitsteklar.

## Dottertaxa tillGotra, i alfabetisk ordning[1]
- Gotra actuaria
- Gotra acutilineata
- Gotra albospinosa
- Gotra annulipes
- Gotra anthracina
- Gotra bimaculata
- Gotra carinifrons
- Gotra caveata
- Gotra cyclosiae
- Gotra doddi
- Gotra emaculata
- Gotra errabunda
- Gotra erythropus
- Gotra eversor
- Gotra formosana
- Gotra fugator
- Gotra fuscicoxis
- Gotra gilberti
- Gotra hapaliae
- Gotra interrupta
- Gotra latispina
- Gotra literata
- Gotra longicornis
- Gotra luctuosa
- Gotra maculata
- Gotra marginata
- Gotra novoguineensis
- Gotra octocinctus
- Gotra ominosa
- Gotra philippinensis
- Gotra pomonellae
- Gotra punctulata
- Gotra ryukyuensis
- Gotra serendiva
- Gotra simulator
- Gotra stirocephala
- Gotra striatipleuris
- Gotra unicolor
- Gotra varipes